# Mo Wandan
Mo Wandan (Guangdong, 29 gennaio 1989) è una modella cinese.

## Carriera
Mo Wandan inizia la propria carriera nel mondo della moda apparendo all'età di 17 anni sulla copertina della rivista cinese FHM nel 2005.
Grazie ad un contratto con l'agenzia di moda NEXT Model Management, Mo Wandan inizia a sfilare con importanti marchi come Christian Dior, Emporio Armani, Enrico Coveri, Jefen, Krizia, Luciano Soprani, Mariella Burani, Martin Grant, Rocco Barocco, Tsumori Chisato, Valentin Yudashkin, Narciso Rodriguez e Vivienne Westwood. Nel 2006 è apparsa sulla copertina delle riviste cinesi Notebook e Trading Up, nel 2007 su Elle, L'Officiel e nel 2008 su French.
Nel 2008 è anche stata protagonista del calendario Pirelli, fotografata da Patrick Demarchelier, insieme alle colleghe Agyness Deyn, Lily Donaldson, Doutzen Kroes, Catherine McNeil, Gemma Ward, Sasha Pivovarova, Coco Rocha, Caroline Trentini, Du Juan e Maggie Cheung.

## Agenzie di moda
- NEXT Model Management - Parigi
- The Fashion Model Management
- MC2 Model Management - New York
- Next Model Management - Londra
- PT - Taiwan